# 從此方到彼方
《從此方到彼方》（こなたよりかなたまで）
是F&C FC01於2003年12月12日發售的十八禁戀愛冒險視覺小說。通稱為。
續篇PlayStation Portable版《屋根裏の彼女》於2012年12月20日由GN Software發售，WindowsPC移植版《こなかな2 Konatayori Kanatamade II》於2013年4月26日由FC01發售。

## 歷史
2003年
- 12月12日－PC遊戲從此方到彼方（初回版）發售[3][4]。

2005年
- 3月25日－PC遊戲從此方到彼方（新裝版）發售[5][6]。

2007年
- 8月24日－PC遊戲從此方到彼方（Package Renewal版）發售[7][8]。

2008年
- 10月30日－PC遊戲從此方到彼方（DVD-PG版）發售[9][10]。

2012年
- 9月28日－PC遊戲從此方到彼方（BEST BUY版）發售[11][12]。

## 故事
親人都已去世的主人公遙彼方因為患上癌症，知道自己剩下的生命也不多了，支持著讓他活下去的是佳苗和耕介這兩位青梅竹馬，在耕介得知彼方的病情後，也經常會去醫院照顧他，但佳苗因為對彼方有著好感，而讓主人公無法坦率的說出病情。
某日，一名叫「克莉絲」的金髮少女出現在主人公面前，她是永生的吸血鬼。

## 登場人物
遙彼方
本作的主角。高校3年生。母親在他年幼時去世，然後大約一年前父親也去世了。他自己也患上了晚期癌症，主治醫生認為他「再也無法見到櫻花了」。
克莉絲汀・V・瑪麗（聲優：春瀬みき）
血型：纖細的Ａ型，身高：165cm，三圍：普通/細/普通，星座：處女座。
擁有半持久生命的吸血鬼。通稱：「克莉絲」。
佐倉佳苗（聲優：風音）
生日：3月15日，血型：O型，身高：158cm，三圍：普通/普通/普通，星座：雙魚座。
彼方和耕介的青梅竹馬兼好友。在彼方準備要將自己生病的事告訴佳苗時，卻因為一時不知如何開口，而對佳苗說「我有重要的話要告訴你」，但佳苗卻誤會了彼方的意圖，反而搶先對彼方說道，「希望彼方你能一直待在我的身邊，我也會一直在你身邊的」，迫於被佳苗告白的形勢，彼方只能默默應允。
九重二十重（聲優：一色光）
身高：152cm，三圍：小/細/小。
作為轉校生轉到彼方的班級，個性冷靜幾乎不怎麼笑。實際上是擔任追蹤克莉絲的退魔師。
鹿島泉美（聲優：紫苑雅）
生日：7月7日，血型：B型，身高：168cm，三圍：大/普通/大，星座：巨蟹座。
自稱：（周圍的人也這樣稱呼）。在彼方治療的醫院「縣立腫瘤中心」工作的護士。年齡不詳。
朝倉優（聲優：香月）
生日：4月28日，血型：AB型，身高：130cm，三圍：小/細/比較大的，星座：金牛座。
在「縣立腫瘤中心」住院的少女。雖然才小學6年級但入院時間比起其他病人還要長。
島田耕介（聲優：石原慎祐）
生日：4月30日，血型：B型，身高：185cm，星座：金牛座。
彼方和佳苗的好友。在同代人之中是唯一了解彼方病情的人。

## 製作人員

- 原畫：SHAA
- 劇本：健速
- 音樂：I've
- 發行：F&C FC01

## 主題歌

主題曲《Imaginary affair》
作曲・編曲：高瀨一矢 / 作詞・歌：KOTOKO
片尾曲
編曲：中沢伴行・羽越實有 / 作曲：中澤伴行 / 作詞：KOTOKO / 歌：MOMO
- 『從此方到彼方』的初回特典收錄本作中的原聲音樂，包含主題曲《Imaginary affair》、片尾曲、和全部17首曲子收錄。

## 影響
《從此方到彼方》在日本美少女遊戲與動畫相關商品的銷售網站Getchu.com的2003年銷量榜上排名第36名。

## 腳註
1. ↑  .   [2014年8月24日]. （原始内容存档于2014年8月15日）.
2. ↑  . Getchu.com.   [2014年8月24日] （日语）.[]
3. ↑  . Getchu.com.   [2014年8月23日]. （原始内容存档于2019年8月6日） （日语）.
4. ↑  . The Visual Novel Database.   [2014年8月23日]. （原始内容存档于2016年12月9日） （英语）.
5. ↑  . Getchu.com.   [2014年8月23日]. （原始内容存档于2012年10月27日） （日语）.
6. ↑  . The Visual Novel Database.   [2014年8月23日]. （原始内容存档于2016年12月9日） （英语）.
7. ↑  . Getchu.com.   [2014年8月23日]. （原始内容存档于2018年10月15日） （日语）.
8. ↑  . The Visual Novel Database.   [2014年8月23日]. （原始内容存档于2016年12月9日） （英语）.
9. ↑  . Getchu.com.   [2014年8月23日]. （原始内容存档于2013年9月20日） （日语）.
10. ↑  . The Visual Novel Database.   [2014年8月23日]. （原始内容存档于2016年12月9日） （英语）.
11. ↑  . Getchu.com.   [2014年8月23日]. （原始内容存档于2013年9月20日） （日语）.
12. ↑  . The Visual Novel Database.   [2014年8月23日]. （原始内容存档于2016年12月9日） （英语）.
13. 1 2 3 4  . F&C FC01. 2003年10月31日  [2014-08-23]. （原始内容存档于2016-10-25） （日语）.
14. 1 2 3 4 5  . F&C FC01. 2003年10月31日  [2014-08-23]. （原始内容存档于2016-10-25） （日语）.
15. 1 2  . F&C FC01. 2003年10月31日  [2014-08-23]. （原始内容存档于2016-11-16） （日语）.
16. 1 2 3 4 5  . F&C FC01. 2003年10月31日  [2014-08-23]. （原始内容存档于2016-11-16） （日语）.
17. 1 2 3 4 5  . F&C FC01. 2003年10月31日  [2014-08-23]. （原始内容存档于2016-11-16） （日语）.
18. 1 2 3 4  . F&C FC01. 2003年10月31日  [2014-08-23]. （原始内容存档于2016-10-25） （日语）.
19. 1 2  . ErogeTrailers.   [2014年8月23日]. （原始内容存档于2017年7月21日）.
20. ↑  .   [2014年8月23日]. （原始内容存档于2016年10月25日）.
21. ↑  . Getchu.com.   [2014年8月24日]. （原始内容存档于2013年7月9日） （日语）.

## 外部連結
- F&C官方網站 （页面存档备份，存于）（日語）
- 從此方到彼方官方網站 （页面存档备份，存于）（日語）
- 《從此方到彼方》在視覺小說數據庫的頁面 （英文）